# Prime Air
Prime Air ist eine Handelsmarke des amerikanischen Online-Versandhändlers Amazon.com, die am 21. Mai 2014 beim Patent- und Markenamt der Vereinigten Staaten angemeldet wurde und der Entwicklung einer Logistikdrohnen-Flotte dient.

## Geschichte
Jeff Bezos gab Ende 2013 den Plan einer Logistikdrohnen-Flotte unter dem Label Prime Air bekannt. Diese Drohnen sollten bis zu 2,5 Kilogramm schwere Pakete innerhalb von 30 Minuten 16 km weit zum Kunden ausliefern. Die von Amazon selbst entwickelten Drohnen wiegen dabei 25 kg. Diese Pläne scheiterten in den USA jedoch 2015 an den strengen Auflagen der dortigen Luftfahrtbehörde FAA.
Die britische Civil Aviation Authority gab Amazon 2016 eine Bewilligung, im Vereinigten Königreich ein entsprechendes Feldexperiment mit der inzwischen zweiten Generation an Drohnen durchzuführen, ein entsprechender Einsatz ist für 2017 geplant. Am 7. Dezember 2016 wurde erstmals versuchsweise ein Paket an einen Kunden ausgeliefert, der in der Nähe des Logistikcenters wohnt. Von der Auftragseingabe des Kunden im Internet bis zur Zustellung vergingen 13 Minuten.
Prime Air war der ursprüngliche Begriff für die Frachtfluggesellschaft Amazon Air.

## Strategie
Die vertikale Integration ist eine wichtige Strategie von Amazon. Zusätzlich zu den eigenen Verteil- und Rechenzentren kann das Unternehmen mit teils ebenfalls unter dem Namen Prime Air betriebenen eigenen Frachtflugzeugen einerseits seine Lieferkette verbessern und andererseits ist es als Marketingstatement zu verstehen, welches die zukünftigen Ambitionen verdeutlicht.